# Bulle und Bär (Frankfurt am Main)

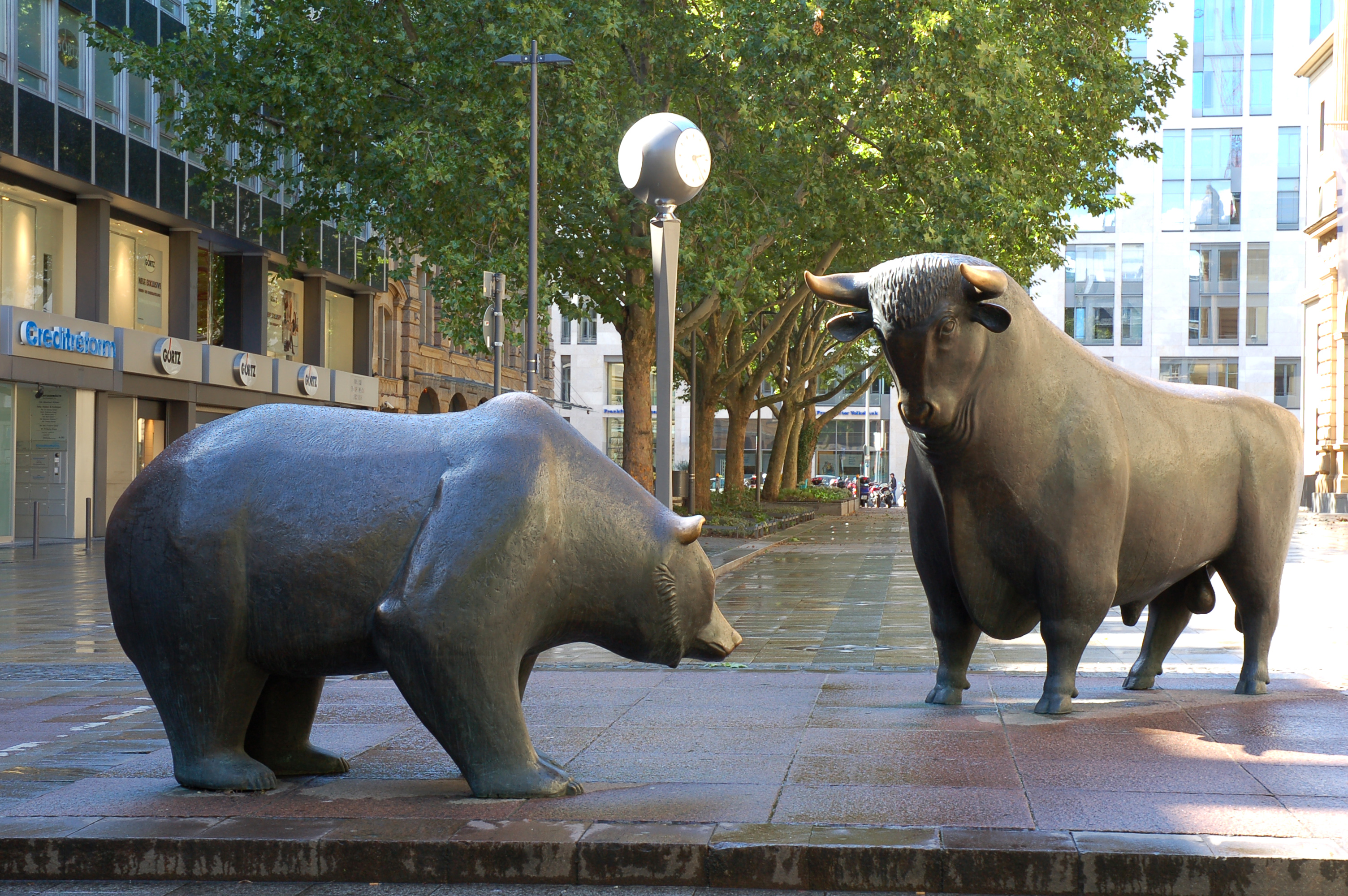
Bulle und Bär auf dem Börsenplatz

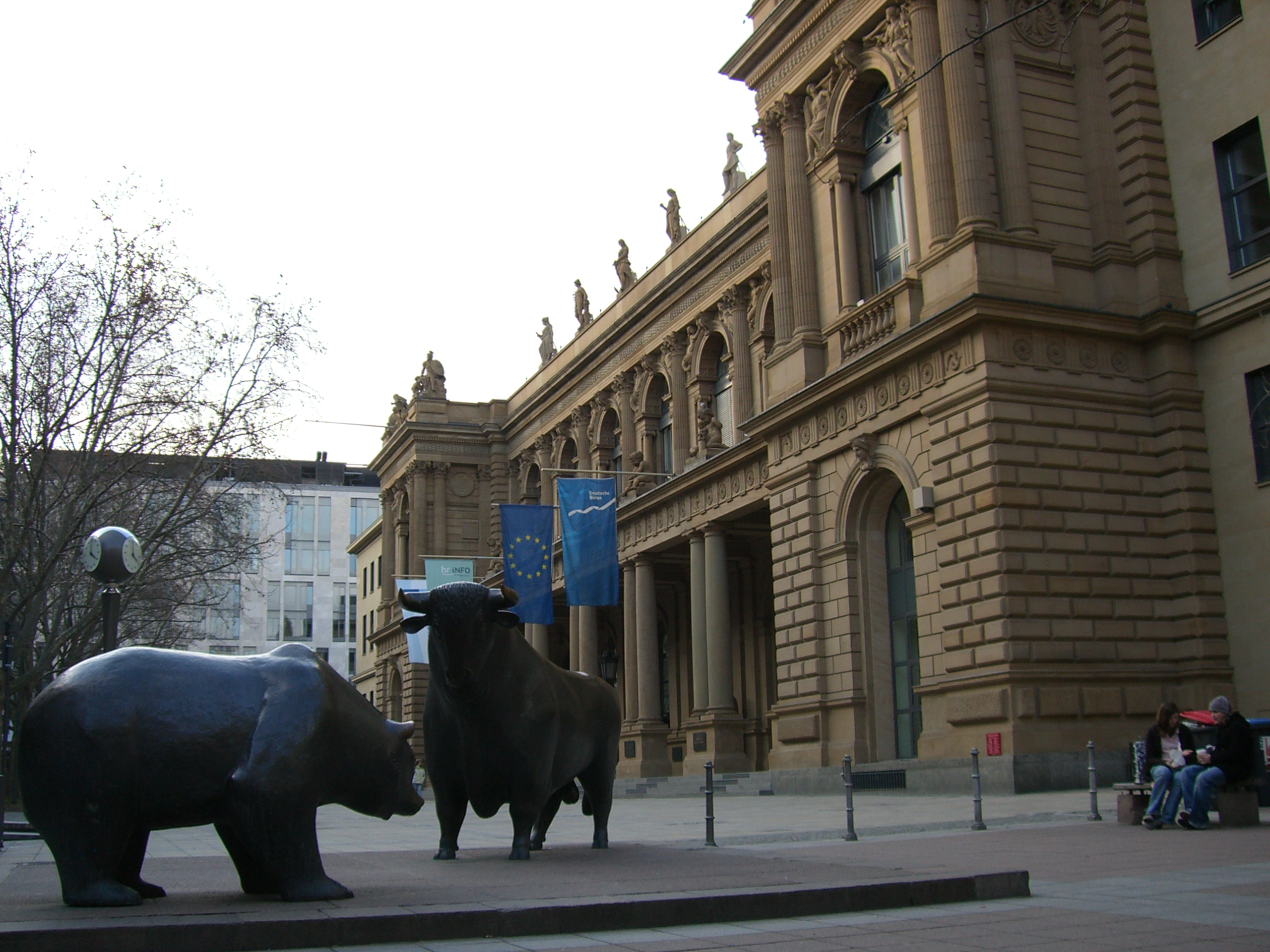
Bulle und Bär neben der Frankfurter Wertpapierbörse

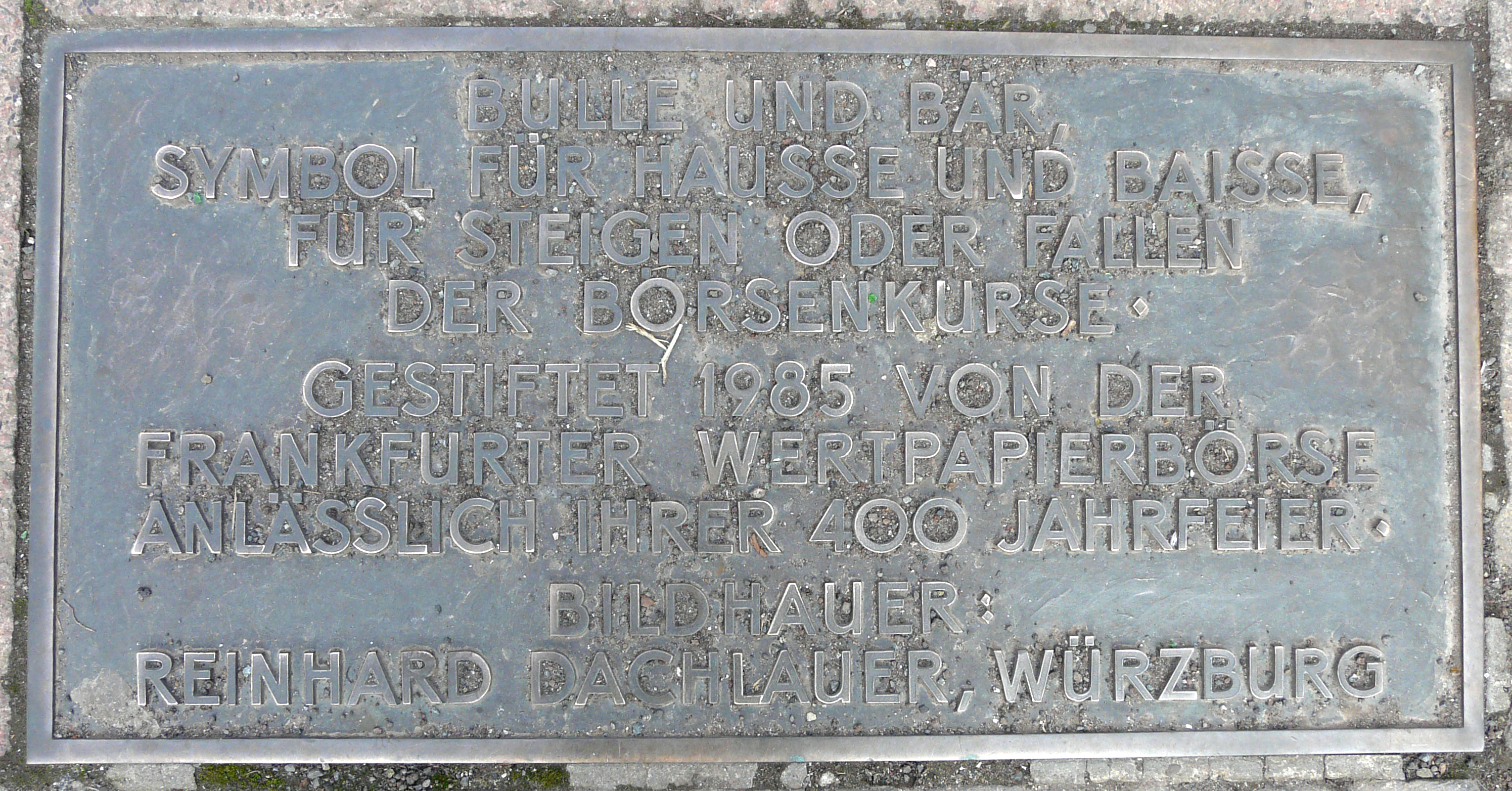
Plakette

Die Skulpturen Bulle und Bär sind Bronzefiguren, die in Frankfurt am Main auf dem Börsenplatz stehen.

## Geschichte
Im Jahr 1985 erhielt der  deutsche Bildhauer und Tierplastiker Reinhard Dachlauer den Auftrag, Bronzeskulpturen von Bulle und Bär zum 400-jährigen Bestehen der Frankfurter Börse zu erschaffen. Es handelte sich dabei um eine Stiftung der  Frankfurter Wertpapierbörse.  Nach ihrer Fertigstellung wurden die Skulpturen am 6. Oktober 1988 auf dem neugestalteten östlichen Teil des Börsenplatzes aufgestellt und dem Frankfurter Magistrat übergeben. Eigentümer ist das Kulturamt der Stadt Frankfurt.

## Beschreibung und Symbolik
Die lebensgroßen Bronze-Skulpturen von Bulle und Bär sind neben der Frankfurter Börse einander gegenüber aufgestellt. Sie sollen das Auf und Ab des Börsengeschehens ausdrücken. Die geduckte Haltung des Bären symbolisiert dabei den Abwärtstrend der Börsenkurse. Die stolze, aufgerichtete Haltung des Bullen drückt hingegen einen Aufwärtstrend aus. Er ist zwischen Bär und Börse aufgestellt und soll die Börse vor den negativen Einflüssen des Bären schützen.
Die Skulpturen von Bulle und Bär strahlen einen starken Symbolcharakter aus, der von Besuchern und der Finanzwelt überwiegend positiv, von Globalisierungsgegnern hingegen negativ gesehen wird. Wegen der exponierten Lage und der Aufmerksamkeit, die die Skulpturen bei in- und ausländischen Besuchern erzielen, werden sie zuweilen für Kampagnen genutzt. Die folgende Auswahl bezeichnet Ereignisse, in denen die Skulpturen im Mittelpunkt standen:
- 2007 wurden die Skulpturen für ein paar Tage mit einer leicht zu entfernenden Farbe Grün angestrichen. Dieser Tatbestand sollte auf ein Gemeinschaftsprojekt der Börse Frankfurt mit der Schweizer Börse hinweisen. Die neue Plattform für sogenannte strukturierte Produkte hat die Unternehmensfarbe Grün.[2]
- 2008 wurde eine ebenfalls aus Bronze gefertigte Schildkröte für ein paar Tage neben Bulle und Bär aufgestellt. Die neue Skulptur sollte für Wertpapiere des Bundes werben und deren Charakter einer sicheren Anlageform hervorheben. Aufgestellt worden ist sie von der Finanzagentur  GmbH.  Nach dem kurzen Intermezzo auf dem Börsenplatz fand sie schließlich ihren vorgesehenen Standort in der Finanzagentur.[3]
- 2009 wurde eine 130 Kilogramm schwere Zuchtsau mit dem aufgemalten Schriftzug „Banker haben Schwein gehabt. Bauern den Salat“ vor die Skulpturen getrieben, um auf die schwierige Situation der landwirtschaftlichen Betriebe aufmerksam zu machen.[4]
- 2011 wurden den Skulpturen Maulkörbe angelegt. Auch Hörner-Wärmer und ein Kot-Häufchen aus Wolle haben die Teilnehmer einer „Strick-Guerilla“ den beiden Bronzestatuen auf den Leib gestrickt. Die Aktion nach Art eines Flashmobs war Teil einer Kunstaktion, die Stricken, Spaßkultur und politischen Protest vereint.[5]
- Globalisierungsgegner verhüllten die Skulpturen 2009 mit Watte, um gegen die Klimapolitik zu demonstrieren. Außerdem protestierten sie anlässlich des 10. Jahrestages der Lehman-Pleite, beschmierten die Skulpturen mit Farbe, hüllten sie in Rauch und forderten eine grundlegende Reform des Finanz- und Bankensystems.[6]
- 2018, zum 30-jährigen Jubiläum wurde darauf hingewiesen, dass die Skulpturen nicht nur jährlich zehntausenden von Touristen als Fotomotiv, sondern auch Unternehmen beim Börsengang dienen. Bevor die Vorstände dieser Unternehmen die Börsenglocke im Handelsraum läuten, ist ein Gruppenfoto vor Bulle und Bär üblich.[7]